# Watsonia
Watsonia é um gênero da família Iridaceae
Watsonia (Bugle Lily) é um gênero de plantas da família Iridaceae, subfamília Crocoideae. As watsonias são endêmicas da África do Sul. O nome do gênero é em homenagem a Sir William Watson , botânico britânico do século XVIII,
Existem 56 espécies aceitas na África do Sul, com duas variedades e cerca de 112 nomes ou não resolvidas ou consideradas como sinônimos. Todos são ervas perenes que crescem a partir de rebentos e produzir picos eretas de flores vistosas. A maioria são plantas de fynbos, adaptadas a um clima do tipo mediterrâneo , mas algumas ocorrem ao longo das áreas do leste e do interior do país e adaptadas a uma ampla gama de condições, clima, principalmente continental, com chuvas de verão. Muitas espécies ocorrem principalmente nas montanhas, embora alguns ocorrem em planos arenosos e áreas pantanosas.
A espécie mais cultivada é a rosa-flor Watsonia borbonica e sua mutante branco 'do Arderne White'. Estes foram cruzados com Watsonia meriana e outras espécies no início do século XX por criadores, incluindo John Cronin na Austrália e Luther Burbank na Califórnia, para produzir uma ampla gama de cultivares.

## Espécies
Watsonia aletroides (Burm.f.) Ker Gawl. 

Watsonia amabilis Goldblatt 

Watsonia amatolae Goldblatt 

Watsonia angusta Ker Gawl. 

Watsonia bachmannii L.Bolus 

Watsonia bella N.E.Br. ex Goldblatt 

Watsonia borbonica (Pourr.) Goldblatt 

Watsonia borbonica subsp. ardernei (Sander) Goldblatt 

Watsonia borbonica subsp. borbonica 

Watsonia canaliculata Goldblatt 

Watsonia coccinea (Herb. ex Baker) Baker 

Watsonia confusa Goldblatt 

Watsonia densiflora Baker 

Watsonia distans L.Bolus 

Watsonia dubia Eckl. ex Klatt 

Watsonia elsiae Goldblatt 

Watsonia emiliae L.Bolus 

Watsonia fergusoniae L.Bolus 

Watsonia fourcadei J.W.Mathews & L.Bolus 

Watsonia galpinii L.Bolus 

Watsonia gladioloides Schltr. 

Watsonia humilis Mill. 

Watsonia hysterantha J.W.Mathews & L.Bolus 

Watsonia inclinata Goldblatt 

Watsonia knysnana L.Bolus 

Watsonia laccata (Jacq.) Ker Gawl. 

Watsonia latifolia N.E.Br. ex Oberm. 

Watsonia lepida N.E.Br. 

Watsonia × longifolia J.W.Mathews & L.Bolus 

Watsonia marginata (L.f.) Ker Gawl. 

Watsonia marlothii L.Bolus 

Watsonia meriana (L.) Mill. 

Watsonia meriana var. bulbillifera (J.W.Mathews & L.Bolus) D.A.Cooke 

Watsonia meriana var. meriana 

Watsonia minima Goldblatt 

Watsonia mtamvunae Goldblatt 

Watsonia obrienii V. Tibergen 

Watsonia occulta L.Bolus 

Watsonia paucifolia Goldblatt 

Watsonia pillansii L.Bolus 

Watsonia pondoensis Goldblatt 

Watsonia pulchra N.E.Br. ex Goldblatt 

Watsonia rogersii L.Bolus 

Watsonia rourkei Goldblatt 

Watsonia schlechteri L.Bolus 

Watsonia spectabilis Schinz 

Watsonia stenosiphon L.Bolus 

Watsonia stokoei L.Bolus 

Watsonia strictiflora Ker Gawl. 

Watsonia strubeniae L.Bolus 

Watsonia tabularis J.W.Mathews & L.Bolus 

Watsonia transvaalensis Baker 

Watsonia vanderspuyae L.Bolus 

Watsonia versfeldii J.W.Mathews & L.Bolus 

Watsonia watsonioides (Baker) Oberm. 

Watsonia wilmaniae J.W.Mathews & L.Bolus 

Watsonia wilmsii L.Bolus 

Watsonia zeyheri L.Bolus